# Banca Popolare Santa Venera
La Banca Popolare santa Venera è stato un istituto di credito italiano, fondato ad Acireale l'8 maggio 1908.